# Középkori ostromok listája
A táblázat a középkor (476-1500) során lezajlott jelentősebb európai és közel-keleti vár- és városostromokat tartalmazza.
| Év                             | Vár, város               | Támadó fél                                                                                                   | Védekező fél                                                       | Eredmény   | Leírás, jelentőség |
| ------------------------------ | ------------------------ | --- | ------------------------------------------------------------------ | ---------- | --- |
| 674 - 678                      | Konstantinápoly          | Omajjádok | Bizánci Birodalom                                                  | sikertelen | A súlyos veszteségeket szenvedett arabok elvonultak a város alól. |
| 717 - 718                      | Konstantinápoly          | Omajjádok | Bizánci Birodalom                                                  | sikertelen | Konstantinápoly ostroma (717-718) |
| 885 - 886                      | Párizs                   | vikingek | Nyugati Frank Királyság                                            | sikertelen | |
| 955                            | Augsburg                 | Magyar Fejedelemség                                                                                          | Keleti Frank Királyság I. Ottó                                     | sikertelen | Az ostrom feltörését követő napon a Lech-mezőn a magyarok súlyos vereséget szenvedtek. Ezzel véget értek a nyugati kalandozások. |
| 1016                           | London                   | Dán Királyság, Nagy Knut                                                                                     | Angol Királyság, II. Edmund                                        | sikertelen | A dánok körülzárták a várost, de az angoloknak sikerült kitörniük. |
| 1049                           | Domfront                 | Normandiai Hercegség, Hódító Vilmos                                                                          | Bellême ura                                                        | sikertelen | |
| 1054                           | Domfront                 | Normandiai Hercegség, Hódító Vilmos                                                                          | Bellême ura                                                        | sikeres    | A védők megadták magukat. |
| 1071                           | Manzikert                | Nagyszeldzsuk Birodalom                                                                                      | Bizánci Birodalom                                                  | sikeres    | Az ostromlott város felmentésére érkező sereget a szeldzsukok legyőzték (Manzikerti csata), a Bizánci Birodalom elvesztette Anatóliát. |
| 1081 július - 1082 február     | Dürrakhion (Durrës)      | Normann Királyság, Guiscard Róbert                                                                           | Bizánci Birodalom, I. Alexiosz                                     | sikeres    | A Dél-Itáliából kiszorult bizánciak átmenetileg a Balkánon is területeket veszítettek. |
| 1084                           | Róma                     | Német-római Birodalom, IV. Henrik                                                                            | Egyházi Állam, VII. Gergely                                        | sikertelen | A pápa segítségére siető normannok májusban feltörték az ostromzárat. |
| 1093 - 1094                    | Valencia                 | Kasztíliai Királyság, Rodrigo Díaz de Vivar (El Cid)                                                         | mórok                                                              | sikeres    | 9 havi ostrom után a védők megadták magukat. |
| 1097 május - június            | Nikaia                   | Bizánci Birodalom                                                                                            | Nagyszeldzsuk Birodalom                                            | sikeres    | Nicea ostroma (1097) |
| 1097 október - 1098 június     | Antiokheia               | Tarantói Bohemund                                                                                            | Nagyszeldzsuk Birodalom, Kerboga bég                               | sikeres    | A keresztesek körülzárták a várost, ostromtornyokat építettek. Többször is visszaverték az éhezés miatt kitörő védőket és több felmentő sereget is legyőztek. Végül egy lefizetett toronyőr segítségével jutottak be a várba. Kerboga bég újabb felmentő serege ekkor visszafoglalta a várost, ám a keresztesek legyőzték őket. A várban és a városban mindenki lemészároltak.                                              |
| 1099                           | Jeruzsálem               | IV. Rajmond, Bouillon Gottfried                                                                              | Nagyszeldzsuk Birodalom                                            | sikeres    | Jeruzsálem ostroma (1099) |
| 1109                           | Glogow                   | Német-római Birodalom, V. Henrik                                                                             | Lengyel Királyság, III. Ferdeszájú Boleszláv                       | sikertelen | Głogów védelme |
| 1111 november - 1112 április   | Türosz                   | Jeruzsálemi Királyság, I. Balduin                                                                            | Fátimida Kalifátus                                                 | sikertelen | A védők megsemmisítették a keresztesek ostromtornyait, akik a felmentő sereg elől elvonultak. |
| 1124                           | Türosz                   | Jeruzsálemi Királyság, I. Balduin jeruzsálemi király                                                         | Fátimida Kalifátus                                                 | sikeres    | Az ostromlók elvágták a város vízvezetékét. A felek két és fél hónapion át lőtték egymást hajítógépekkel, ám a keresztesek rohamai nem jártak sikerrel. Júliusban a kimerült védők megadták magukat. |
| 1144 november - december       | Edessza                  | Zangidák, Imád ad-Dín Zangi                                                                                  | Edesszai Grófság                                                   | sikeres    | A támadó aknászok lerombolták a fal egyes szakaszait, ezeken keresztül rohammal bevették a várost. Két nap múlva a fellegvárat is elfoglalták. A város elvesztésének hírére indult meg a 2. keresztes hadjárat. |
| 1147 - 1148                    | Lisszabon                | Portugál Királyság, I. Alfonz                                                                                | mórok                                                              | sikeres    | A védők megsemmisítették a támadók ostromtornyait. A védők és a támadók aknászai a föld alatt is összecsaptak. A fal egy részét a portugál aknászok lerombolták, de az ezt követő roham sikertelen volt. Egy újabb ostromtoronnyal a támadók eljutottak a falig, a védők pedig megadták magukat. |
| 1153 január - 1154 augusztus   | Askelón (Aszkalon)       | Jeruzsálemi Királyság, I. Balduin                                                                            | Fátimida Kalifátus                                                 | sikeres    | A keresztesek a város szárazföldön és vízen is elzárták. Az araboknak augusztusban mégis sikerült hajóval utánpótlást bejuttatniuk. A védők kitörésük során felgyújtották a legnagyobb keresztes ostromtornyot, ám a tűz a falakra is átterjedt, azok egy részét lerombolta. A támadók rohamát mégis sikerült visszaverni, majd a falat is kijavították. A hajítógépek kőzáporának hatására a védők mégis feladták a várat. |
| 1158                           | Milánó                   | Német-római Birodalom, I. (Barbarossa) Frigyes                                                               | Lombard Liga                                                       | sikeres    | Egyhavi ostrom után a városlakók megadták magukat. |
| 1159 július - 1160             | Cremona                  | Német-római Birodalom, I. (Barbarossa) Frigyes                                                               | Lombard Liga                                                       | sikeres    | Frigyes a város túszait az ostromtornyokra kötöztette, de a városlakók hat hónapig kitartottak. Végül éhezés miatt adták fel a várost, amit a császár leromboltatott. |
| 1161 május - 1162 március      | Milánó                   | Német-római Birodalom, I. (Barbarossa) Frigyes                                                               | Lombard Liga                                                       | sikeres    | Frigyes a túlélőket elköltöztette, a várost leromboltatta. |
| 1174 szeptember - 1175 április | Alessandria              | Német-római Birodalom, I. (Barbarossa) Frigyes                                                               | Lombard Liga                                                       | sikertelen | A támadók sem a fal aláaknázásával, sem egy titkos alagúton keresztül nem értek el sikert, így feladták az ostromot. |
| 1187 szeptember – október 2.   | Jeruzsálem               | Ajjúbida Birodalom, Szaladin                                                                                 | Jeruzsálemi Királyság, Ibelini Balian                              | sikeres    | A védők kis létszámuk ellenére is vissza tudták verni a fal résein betörő támadókat. Mivel alig néhányan maradtak, nem sokkal később feladták a várost. A lakosság nagy részét eladták rabszolgának. |
| 1188                           | Saone                    | Ajjúbida Birodalom, Szaladin és fia, al-Malik al Zahir                                                       | Jeruzsálemi Királyság                                              | sikeres    | A támadók hajítógépei lerombolták a fal északkeleti sarkát és rést ütöttek az északi falszakaszon is. Ezen benyomultak a városba, de a védők a Nagytoronyba vonultak vissza. Végül tárgyalások után megadták magukat. |
| 1189 augusztus - 1191 július   | Akko (település) (Akkon) | Jeruzsálemi Királyság, Conrad de Montferrat, Guidó jeruzsálemi király II. Fülöp Ágost, Oroszlánszívű Richárd | Ajjúbida Birodalom                                                 | sikeres    | A várost ostromló kereszteseket Szaladin seregei bekerítették. Mindkét fél nagy veszteségeket szenvedett a betegségek és az éhezés miatt. Szaladin seregei Kis-Ázsiába vonultak, a támadókat pedig Oroszlánszívű Richárd és Fülöp Ágost csapatai erősítették, de a védők az ostromtornyokat és a föld alatti támadásokat is meghiúsították. Végül 1191 júliusában adták meg magukat.                                        |
| 1203 szeptember - 1204 március | Chateau Gaillard         | Francia Királyság, II. Fülöp Ágost,                                                                          | Angol Királyság, Roger de Lacy                                     | sikeres    | A védők megadták magukat. A franciák számára lehetővé vált az angolok kiűzése Normandiából. |
| 1204                           | Konstantinápoly          | keresztesek, Velencei Köztársaság                                                                            | Bizánci Birodalom, IV. Alexiosz bizánci császár                    | sikeres    | Konstantinápoly először került idegen uralom alá, a Latin császárság székhelye lett. |
| 1209                           | Carcassonne              | Francia Királyság                                                                                            | katharok, Raymond-Roger vikomt                                     | sikeres    | Kétheti harc után a keresztesekkel tárgyalni akaró Raymond-Rogert elfogták. a városlakók ezután megadták magukat. |
| 1211                           | Toulouse                 | Francia Királyság, Simon de Montfort                                                                         | katharok                                                           | sikertelen | Az ostromlók nem tudták teljesen körülzárni a várost, így annak utánpótlása nem szűnt meg. A támadók viszont kifogytak az élelemből, így elvonultak. |
| 1215                           | Rochester                | Angol Királyság, Földnélküli János                                                                           | fellázadt angol bárók                                              | sikeres    | A támadók aláaknázták a kötőgátat és a torony egyik sarkát. |
| 1216                           | Odiham                   | Francia Királyság, Lajos herceg                                                                              | Angol Királyság                                                    | sikeres    | Az apró várat 3 lovag és 13 hűbéresük két hétig tudta védelmezni, majd feladták. |
| 1216 - 1217                    | Dover                    | Francia Királyság, Lajos herceg                                                                              | Angol Királyság                                                    | sikertelen | A lincolni angol győzelem után az ostromlók elvonultak a vár alól. |
| 1217 - 1218                    | Toulouse                 | Francia Királyság, Simon de Montfort                                                                         | katharok, Toulouse-i Raymond                                       | sikertelen | 1218 június 25-én az ostromlók vezérét egy katapultból kilőtt kő megölte, ezért elvonultak. |
| 1217- 1219                     | Damietta                 | keresztesek                                                                                                  | Ajjúbida Birodalom                                                 | sikeres    | A támadók észrevették, hogy a betegségektől legyengült védők őrizetlenül hagytak egy falszakaszt. Létrákkal megmászták a falat és elfoglalták a várost. |
| 1220                           | Buhara                   | Mongol Birodalom, Dzsingisz kán                                                                              | Hvárezmi Birodalom                                                 | sikeres    | A város bevétele után a mongolok nagy mészárlást rendeztek. |
| 1220 március                   | Szamarkand               | Mongol Birodalom, Dzsingisz kán                                                                              | Hvárezmi Birodalom                                                 | sikeres    | |
| 1220 - 1221                    | Herat                    | Mongol Birodalom, Dzsingisz kán                                                                              | Hvárezmi Birodalom                                                 | sikeres    | A város először meghódolt a mongoloknak, majd fellázadt ellenük. Hat hónapnyi ostrom után megadták magukat. A mongolok elrettentésül mindenkit kivégeztek. |
| 1224                           | Bedford                  | Angol Királyság, III. Henrik                                                                                 | lázadó zsoldosok                                                   | sikeres    | A király serege ostromtornyokat épített, ahonnan katapultokkal lőtték a falakat. Az aknászok kárt tettek a belső falakban és a torony alapzatában is, így a védők megadták magukat. A király mindnyájukat kivégeztette. |
| 1226                           | Avignon                  | Francia Királyság, VIII. Lajos francia király                                                                | katharok, Toulouse-i Raymond                                       | sikeres    | A győzelem után a király leromboltatta a védműveket. |
| 1236                           | Córdoba                  | Kasztíliai Királyság, III. Ferdinánd kasztíliai király                                                       | mórok                                                              | sikeres    | A város bevételével a mórokat a félsziget déli részére szorították vissza. |
| 1238 július - szeptember       | Brescia                  | Német-római Birodalom, II. Frigyes                                                                           | Lombard Liga                                                       | sikertelen | Az ostromlók hatalmas serege csak lassan tudott összegyűlni, amit a védők kitörései is akadályoztak. Az ostromtornyokat a rossz időjárás miatt nem tudták használni. |
| 1240                           | Kijev                    | Mongol Birodalom, Batu kán                                                                                   | Kijevi Rusz                                                        | sikeres    | A mongolok katapultokkal lerombolták a falakat, majd megrohanták a várost. A védőket lemészárolták, az épületeket felégették. Az orosz területek egy évszázadra mongol uralom alá kerültek. |
| 1241                           | Faenza                   | Német-római Birodalom, II. Frigyes                                                                           | Lombard Liga                                                       | sikertelen | A jól kiépített védművekkel rendelkező kis város fél évig feltartotta a hatalmas császári sereget. |
| 1241                           | Krakkó                   | Mongol Birodalom, Batu kán                                                                                   | Lengyel Királyság                                                  | sikeres    | A mongolok a város előtti csatában győzelmet arattak, majd könnyen megszerezték a várost is. |
| 1244                           | Montségur                | Francia Királyság                                                                                            | katharok                                                           | sikeres    | A támadók egy katapultot darabokra szedve felcipeltek egy hegyre, ahol újra összerakták, így hatékonyabban lőhették a falakat. |
| 1258 január 22. – február 10.  | Bagdad                   | Mongol Birodalom                                                                                             | Abbászidák                                                         | sikeres    | Bagdad ostroma (1258) |
| 1266 július - december         | Kenilworth               | Angol Királyság, III. Henrik                                                                                 | lázadó bárók, Simon de Montfort                                    | sikeres    | A védők hajítógépei leromboltak két ostromtornyok és katapultokat is használhatatlanná tettek. Az ostromlók a várat körülvevő mesterséges tavon hajóra állított katapultokkal is lőtték a falakat. A védők többször kitörtek a várból, de végül az éhezés miatt megadták magukat. |
| 1268                           | Antiokheia               | Mamlúk Birodalom, Bajbarsz egyiptomi szultán                                                                 | Antiochiai Fejedelemség                                            | sikeres    | A szultán májusban támadta meg a város, legyőzte a csekély létszámú védőket. Az erődítéseket ezután leromboltatta. |
| 1271                           | Krak des Chevaliers      | Mamlúk Birodalom, Bajbarsz egyiptomi szultán                                                                 | Tripoli Grófság                                                    | sikeres    | a szultán seregei kőhajítókkal, aknákkal és ostromtornyokkal vették be a várat. |
| 1291                           | Akko (település) (Akkon) | Mamlúk Birodalom, Al-Aszraf szultán                                                                          | Jeruzsálemi Királyság                                              | sikeres    | A támadók robbanóanyaggal megtöltött lövedékeket is használtak. Az aknászok lerombolták a külső fal egyes részeit és tornyait, így a védők a belső védőövbe vonultak vissza. Miután ennek falain is réseket ütöttek, a védők egy része hajón elmenekült. Más részük a várba vonult vissza, ám ennek falait is aláaknázták, így a város elesett. Akkon volt a keresztesek utolsó közel-keleti erődje.                        |
| 1300                           | Caerlaverock             | Angol Királyság, I. Eduárd                                                                                   | Skót Királyság                                                     | sikeres    | A hajítógépek bombázása után a 60 fős védősereg megadta magát. |
| 1304                           | Stirling                 | Angol Királyság, I. Eduárd                                                                                   | Skót Királyság                                                     | sikeres    | A védők a nagy hajítógép használata előtt megadták magukat. |
| 1305                           | Świecie                  | Német Lovagrend                                                                                              | Lengyel Királyság                                                  | sikeres    | A vár 10 évig állt ellen az ostromnak, mígnem egy áruló megrongálta a katapultokat és a számszeríjakat. Így a védők megadták magukat. Lengyelország elvesztette Balti-tengeri kijáratát. |
| 1309                           | Gdansk                   | Német Lovagrend                                                                                              | Lengyel Királyság                                                  | sikeres    | A város lakói a brandenburgi templomos lovagok ellen hívták be a Német lovagrend tagjait, ám azok a várat elfoglalták ,a lakosságot pedig legyilkolták. |
| 1344                           | Algeciras                | Kasztíliai Királyság, XI. Alfonz                                                                             | mórok                                                              | sikeres    | A város elfoglalása után falait lerombolták. Csak Granada maradt mór fennhatóság alatt a Pireneusi-félszigeten. |
| 1346 - 1347                    | Calais                   | Angol Királyság, III. Eduárd                                                                                 | Francia Királyság                                                  | sikeres    | Az ostrom során valószínűleg bombardákat is bevetettek. A felmentő sereg ne mérte el a várost, így a védők megadták magukat. |
| 1372                           | La Rochelle              | Francia Királyság                                                                                            | Angol Királyság                                                    | sikeres    | A vár írástudatlan angol parancsnokával a város francia polgármestere elhitette, hogy a király egy, a város előtt tartott díszszemlét vár el tőle. Mialatt az angolok kivonultak, a franciák elfoglalták a várost. |
| 1390                           | Wilno                    | Német Lovagrend                                                                                              | Litván Nagyfejedelemség, Lengyel Királyság                         | sikertelen | A német lovagok IV. Henrik, későbbi angol királlyal szövetségben megtámadták a litván fővárost, ám a lengyel sereg felmentette a védőket. |
| 1396                           | Nikápoly                 | keresztesek, Magyar Királyság, Zsigmond magyar király                                                        | Oszmán Birodalom                                                   | sikertelen | A nemzetközi sereg ostrom alá vette a várat, aknákkal és létrákkal támadták a falakat. A szultán serege két hét múlva legyőzte a támadókat és felmentette a várat. |
| 1415                           | Harfleur                 | Angol Királyság, V. Henrik                                                                                   | Francia Királyság                                                  | sikeres    | A kikötőváros ostroma volt a százéves háború újabb szakaszának első állomása. Az angolok lövegeket is bevetetek. |
| 1417 szeptember                | Caen                     | Angol Királyság, V. Henrik                                                                                   | Francia Királyság                                                  | sikeres    | V. Henrik hadjáratának újabb sikere, a város után szinte egész Normandia angol uralom alá került. |
| 1418 - 1419 január             | Rouen                    | Angol Királyság, V. Henrik                                                                                   | Francia Királyság                                                  | sikeres    | A védők megadták magukat, így megnyílt az út az angolok előtt Párizs felé. |
| 1429                           | Orleans                  | Angol Királyság, V. Henrik                                                                                   | Francia Királyság                                                  | sikertelen | Az ostrom volt a százéves háború fordulópontja. Jeanne d’Arcnak sikerül a franciák harci kedvét felszítani, így felmentették a várost. |
| 1450                           | Kruja                    | Oszmán Birodalom                                                                                             | Albán Fejedelemség, Kasztrióta György (Szkander bég)               | sikertelen | A törökök öthavi próbálkozás és 20 000 fős emberveszteség után feladták az ostromot. |
| 1450                           | Castillon                | Francia Királyság                                                                                            | Angol Királyság                                                    | sikeres    | A százéves háború utolsó nagy csatája. Az ostromló franciák legyőzték a John Talbot által vezetett angol felmentő sereget, majd bevették a várat. |
| 1453                           | Konstantinápoly          | Oszmán Birodalom, II. Mehmed                                                                                 | Bizánci Birodalom                                                  | sikeres    | Konstantinápoly ostroma (1453) |
| 1454 március - szeptember      | Malbork                  | Lengyel Királyság                                                                                            | Német Lovagrend                                                    | sikertelen | Az ostrom során mindkét fél használt tüzérségi eszközöket is. a Lengyelek végül elvonultak. |
| 1456                           | Nándorfehérvár           | Oszmán Birodalom, II. Mehmed                                                                                 | Magyar Királyság, Hunyadi János, Szilágyi Mihály, Kapisztrán János | sikertelen | Nándorfehérvár ostroma (1456) |
| 1472                           | Beauvais                 | Burgundi Hercegség, Merész Károly                                                                            | Francia Királyság                                                  | sikertelen | Kezdetben 80 fős helyőrség és egy kisebb külföldi segédcsapat védte a várat. A védők létszáma júliusra 15000 főre emelkedett, a támadók június végén 40000-en voltak. A kétheti ágyúzás leomlasztotta a falak egy részét, ám az ostromlók mégsem tudták bevenni az erősséget. |
| 1480                           | Ródosz                   | Oszmán Birodalom                                                                                             | Johannita lovagrend                                                | sikertelen | A törökök tüzérség használatával sem tudták bevenni a várost. |
| 1492                           | Granada                  | Spanyol Királyság                                                                                            | Granadai Emírség, Boabdil                                          | sikeres    | A védők szabad elvonulás fejében feladták a várost. Ezzel véget ért a mór fennhatóság a Pireneusi-félszigeten. |
| 1495 szeptember - november     | Viipuri                  | Moszkvai Nagyfejedelemség                                                                                    | finnek, Svéd Királyság, Knut Posse                                 | sikertelen | A finn védők hiába reménykedtek svéd utánpótlásban, az nem érkezett meg. Az oroszok elfoglalták a lőportornyot, ám miközben behatoltak, a védők felrobbantották azt. A babonás oroszok ezt rossz jelnek tekintették és elvonultak. |